# Taboadela
Taboadela település Spanyolországban, Ourense tartományban. Taboadela San Cibrao das Viñas, Paderne de Allariz, Allariz és A Merca községekkel határos. Lakosainak száma 1488 fő (2024).

## Népesség
A település népessége az elmúlt években az alábbi módon változott:
| Lakosok száma | 1759 | 1691 | 1680 | 1697 | 1642 | 1561 | 1458 | 1429 | 1471 | 1488 |
|               | 2001 | 2004 | 2007 | 2009 | 2012 | 2014 | 2017 | 2019 | 2022 | 2024 |